# アルデンヌ

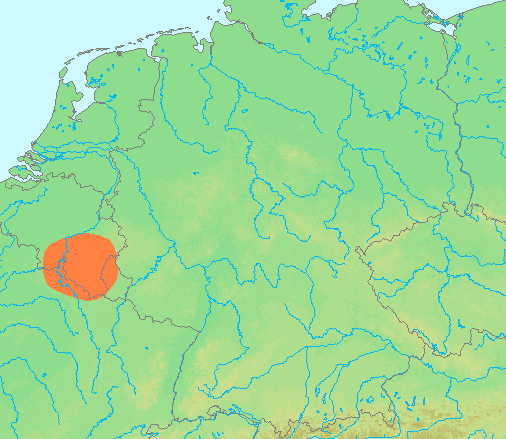
アルデンヌの位置

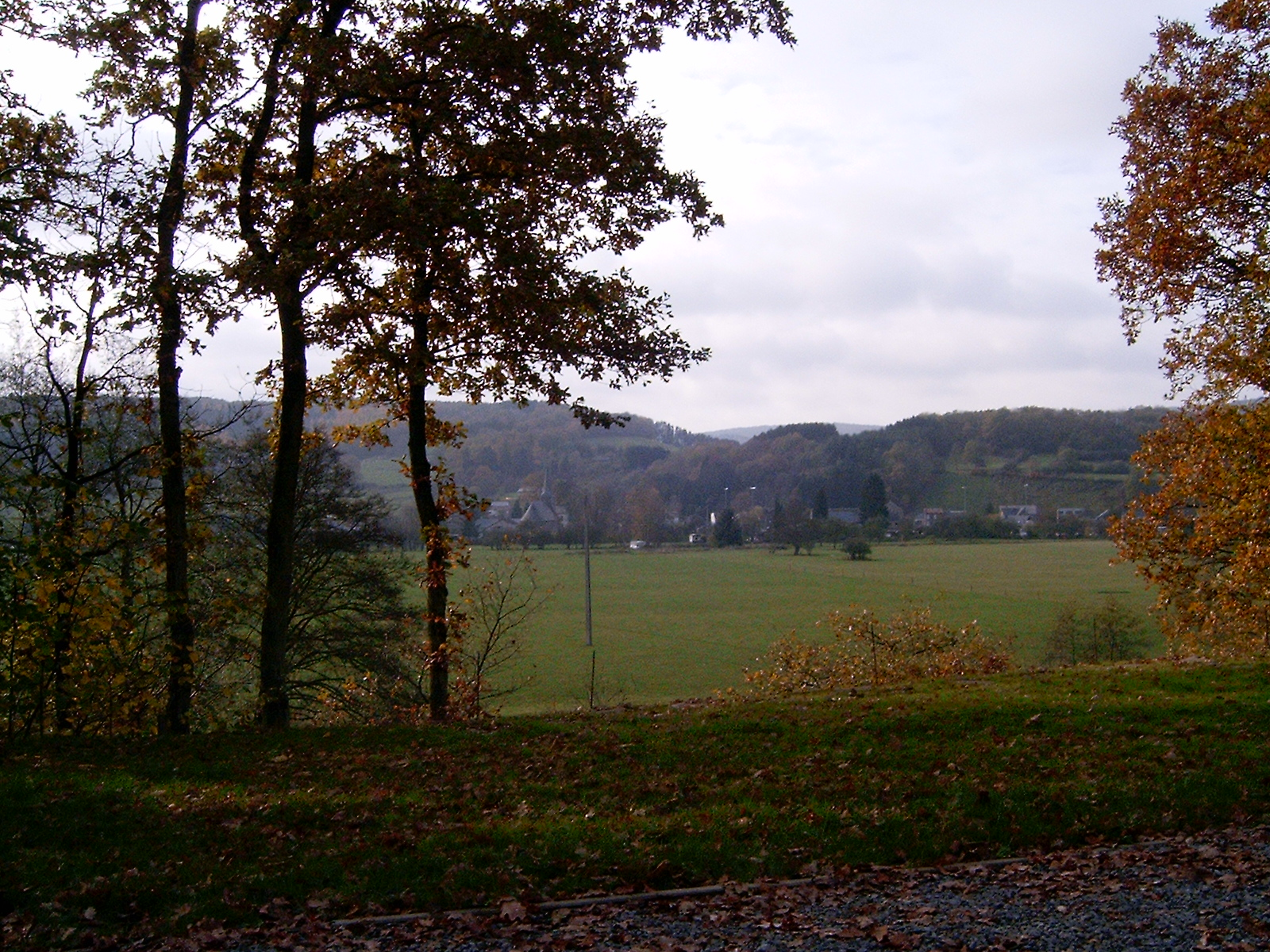
アルデンヌ

アルデンヌ（フランス語: Ardennes、ワロン語:Årdene、オランダ語: Ardennen、ルクセンブルク語:Ardennen）は、ベルギー南東部、ルクセンブルク、および一部がフランスにまたがる地域名。この地名はフランスではアルデンヌ県、およびそれを含むシャンパーニュ＝アルデンヌ地域圏の名にも用いられている。なお、フランスのアルデンヌ県には、定冠詞つき複数形 les Ardennes、ベルギーのフランス語地域では単数形の Ardenne が使われる。

## 概要
砂岩からなる海抜350ないし500mの丘陵が続き（アルデンヌ高地ともいう）、大部分が森林で被われている。ローマ時代にケルトの森の女神アルデュイナ（Arduinna；ディアーナ（ローマ神話）と習合された）にちなみ、Arduenna Silva（アルドゥエンナの森）と呼ばれたのに由来するが、これは現在のアルデンヌより広く、サンブル川とライン川の間を現在のドイツ領も含めて指した。第一次世界大戦後には、アルデンヌの森の南側にマジノ線が作られた。
フランスとドイツの間にあって、軍事的にも重視されていたが、森林や湿地が障害となったため、普仏戦争や第一次世界大戦では局地的な戦闘があったものの、大規模な戦場にはならなかった。
第二次世界大戦の初期には、機甲師団を中心としたドイツ軍が、この地域を通ってフランス領内に侵攻し（ナチス・ドイツのフランス侵攻）、1ヶ月あまりで連合国軍を無力化してフランスを降伏させた。大戦末期には、ふたたびドイツ軍がここから連合軍を攻撃し、バルジの戦いが起こった。
2017年にベルギーのアルデンヌは北側にある石灰岩のカルスト地形が多いカレスティエンヌ地域と片岩の基層を持つ低地であるファメンヌ地域と共にユネスコ世界ジオパークに指定される。